# Соломонова династия

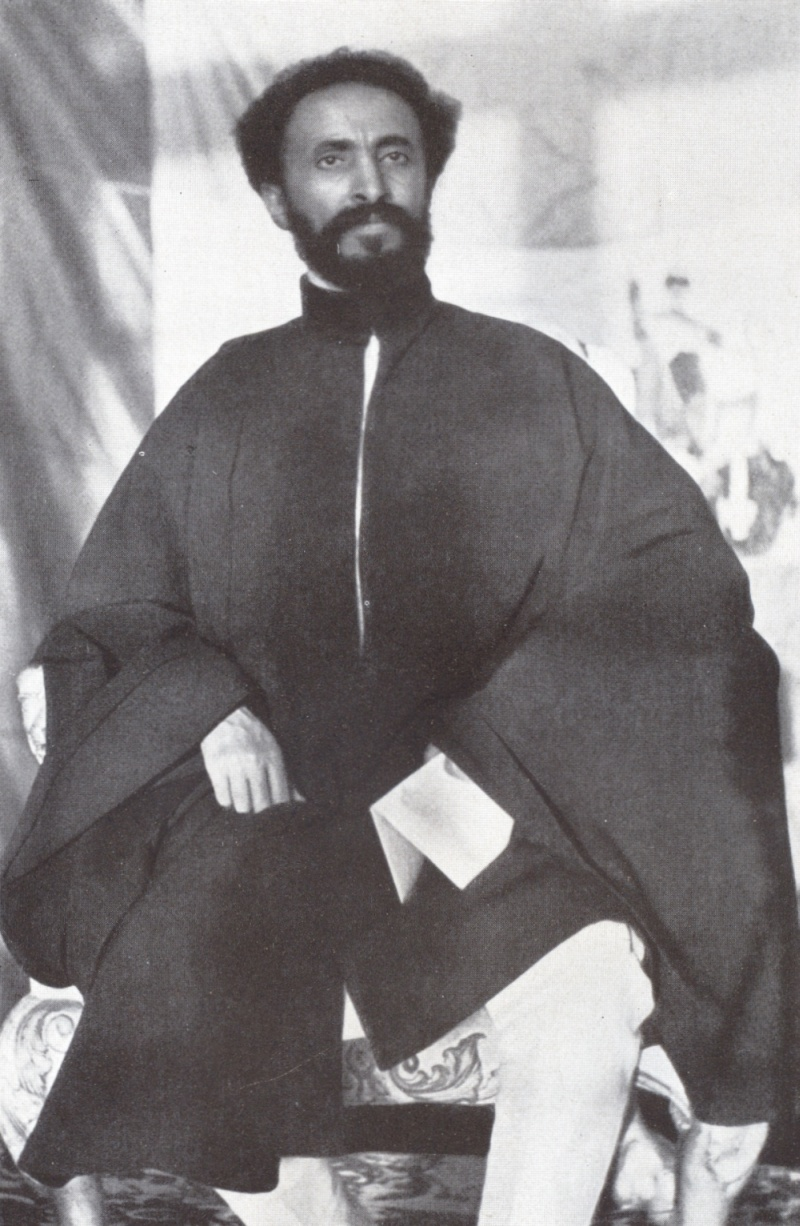
Последний император Эфиопии Хайле Селассие (1934)

Соломо́нова дина́стия (амх. የሶሎሞግ ሥርወ መንግሥት) — династия, правившая Эфиопской империей в 1270—1755 годах, затем в 1889—1936 и 1941—1975 годах. По легенде, была одной из ветвей потомков израильского царя Соломона и вела своё происхождение от царя Менелика I (X век до н. э.), сына Соломона и царицы Савской, родившегося через год после посещения царицей Иерусалима.
В настоящее время главой Соломонова дома является проживающий в Великобритании Зера Якоб Амха Селассие, сын скончавшегося в 1997 году императора в изгнании Амха Селассие и внук Хайле Селассие.

## История
Соломонова династия негусов пришла к власти в Эфиопии 10 августа 1270 года после свержения Йикуно Амлаком династии Загве. Его претензии на престол основывались на происхождении от царской династии Аксума, отстранённой от власти представителями династии Загве, и были поддержаны Эфиопской церковью.
Территория, традиционно поддерживавшая представителей Соломоновой династии — горные районы в центральной части Эфиопии. На протяжении нескольких столетий объединительной политики правителей она расширилась до границы с Суданом на севере и западе, до побережья Красного моря и Аденского залива на востоке, и до границ нынешней Кении на юге. Восточные и южные районы современной Эфиопии были присоединены к ней в последние 200 лет императорами Менеликом II и Хайле Селассие. Часть территорий в центре и на востоке были завоёваны императором Амдэ-Цыйоном I. В то же время некоторые пограничные области были потеряны Эфиопией во время нашествия войск мусульманского султаната Адал под руководством Ахмеда ибн Ибрагима аль-Гази.
Последний правивший эфиопский император Хайле Селассие на родине официально признавался потомком царя Соломона и царицы Савской в 225 колене.
В 1974 году, в результате произошедшей в Эфиопии революции, Хайле Селассие был свергнут; в стране была провозглашена демократическая народная республика, ориентировавшаяся на построение социализма. Многие члены императорской семьи были арестованы, другим удалось эмигрировать. В 1989 году в Эфиопии были освобождены сперва все женщины — представительницы бывшей правящей династии, в 1990 году — мужчины; бо́льшая часть из них тут же покинула страну. Впоследствии наметилась тенденция к возвращению представителей Соломоновой династии на родину.

## Геральдика
Герб императоров Соломоновой династии, принадлежащий роду прямых мужских потомков императоров, изображает императорский трон, представляющий легендарный трон царя Соломона (Львиный трон). По бокам от него стоят два ангела — с мечом и весами, символизирующими императорскую исполнительную и судебную власть, и со скипетром, означающим могущество властителя. Герб окружён красной императорской мантией, украшен оливковыми ветвями и увенчан эфиопской императорской короной. Перед троном стоит Лев Иуды, символ почётного титула императоров Эфиопии.

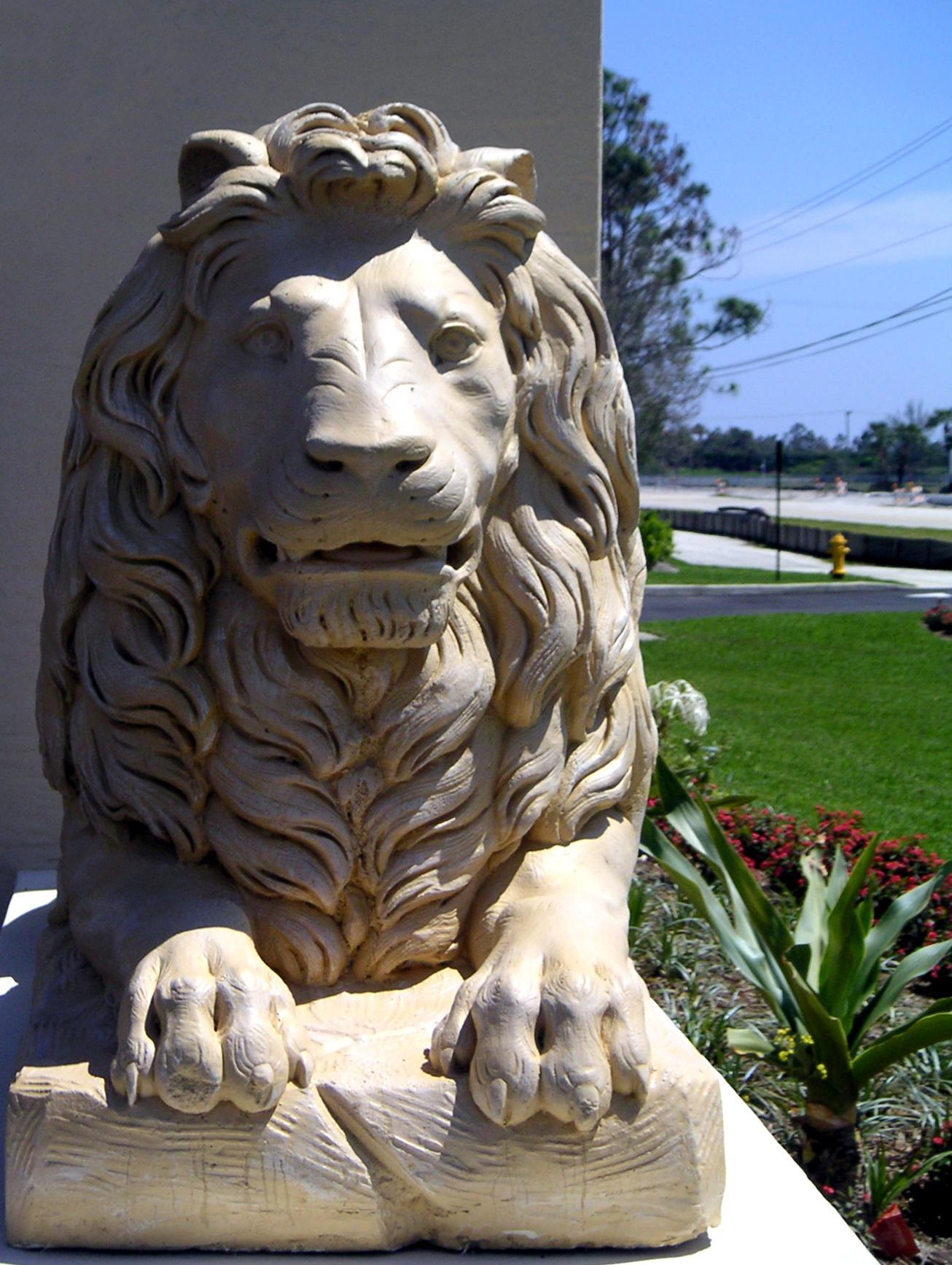
Лев Иуды

Девизом Соломоновой династии является цитата из Книги Псалмов: «„Ityopia tabetsih edewiha habe Igziabiher“ (Эфиопия протягивает свои руки Господу навстречу)» или в Синодальном переводе: «Ефиопия прострёт руки свои к Богу» (Пс. 67,32). «Лев Иуды» находился также в центре флага императорской Эфиопии.